# Палладийтрииттрий
Палладийтрииттрий — бинарное неорганическое соединение
палладия и иттрия
с формулой Y3Pd,
кристаллы.

## Получение
- Сплавление стехиометрических количеств чистых веществ:

{\displaystyle {\mathsf {Pd+3Y\ {\xrightarrow {T}}\ Y_{3}Pd}}}

## Физические свойства
Палладийтрииттрий образует кристаллы
ромбической сингонии,
пространственная группа P nma,
параметры ячейки a = 0,7664 нм, b = 0,9678 нм, c = 0,6500 нм, Z = 4,
структура типа карбида трижелеза Fe3C
.
Соединение образуется по перитектической реакции при температуре ≈800°C.